# Аграрен туризъм
Аграрният туризъм, наричан още агритуризъм или агротуризъм включва всяка селскостопанска дейност, която води посетители във ферма или ранчо. Този вид туризъм обхваща широк набор от дейности, включително продажби директно към потребителите, като селскостопански щандове и „вземи си сам“, селскостопански обучения чрез посещения в училище, хотелиерски услуги като нощувки във ферми, развлекателни дейности като лов и езда и развлекателни събития като разходки и вечери за прибиране на реколтата. Тези дейности осигуряват допълнителен източник на доходи за фермерите и подпомагат поддържането на малки стопанства.
Агротуризмът облагодетелства местните общности, като привлича посетители и туристи в селските райони, стимулира местните икономики и бизнес и насърчава по-добро остойностяване за земеделските практики и местните хранителни системи. Много държави са приели агротуризма присърце, прилагайки програми и инициативи за подкрепа и насърчаване на този сектор.

## Видове
Статия от 2018 г., публикувана в Journal of Agriculture, Food Systems, and Community Development, определя агротуристическите дейности като попадащи в една или повече категории:
- директни продажби към потребителите (напр. селскостопански щандове, u-pick),
- земеделско образование (напр. училища посещения във ферма),
- сектора на настаняването (нощувки във ферма),
- отдих (напр. лов, конна езда) и
- развлечения (напр. езда на сено, вечери за прибиране на реколтата).[1]

Повечето агротуристи прекарват времето си като посещават ферми, берат плодове или зеленчуци или хранят животни; други предпочитат да се разходят например в „царевичен лабиринт“ (поле засадено само с царевица) или да престоят във ферма, като помагат при домакинска работа или селскостопанска работа.
- Непреки подходи: Селскостопански продукти се продават на туристически обекти. Примерите включват фермерски пазари, където местните продукти се продават директно на туристите или посетители.
- Директни подходи: Доставчиците се занимават както със селско стопанство, така и с туризъм. Дейностите включват посещения на винарни, „избери си сам полето“, селскостопански информационни центрове, престои във ферми и фестивали на реколтата.[3]

## Стопански ползи
Аграрният туризъм се превърна в необходимо средство за оцеляването на много малки ферми. Разнообразявайки стопанските дейности, фермерите могат да осигурят по-стабилен доход. Това е така, защото агротуристическите дейности могат да се извършват през периоди от годината, когато посевите може да не са в сезон, и чрез осигуряване на напълно отделен допълнителен поток от приходи. Някои проучвания са установили, че агротуристическите операции често са от полза за местните общности, като привличат посетители в района. Икономическият тласък от увеличаването на посещаемостта може да бъде от полза за селските райони, които се нуждаят от разнообразни потоци от доходи.

## Агротуризъм в различни страни

### Армения
Развитието на агротуризма беше от голямо значение в процеса на съживяване на селския живот в Армения. Освен участието в селскостопански дейности и земеделие, някои по-забележителни дейности, специфични за Армения, са винопроизводството и тъкането на килими.

### Италия
От 1985 г. агротуризмът в Италия е официално регулиран от държавен закон, изменен през 2006 г.

### Израел
В Израел историческите земеделски практики привличат посетители към места като Ein Yael, Neot Kedumim и Kfar Kedem. Тези места демонстрират традиционни методи като терасовидно земеделие и древно напояване. Туристите могат да се включат в дейности като утъпкване на грозде и пресоване на маслини.
Селското стопанство на Израел включва култури като грозде, маслини, фурми и пшеница, които имат историческо значение. Пътят на виното и Пътят на маслините в регионите Мате Йехуда и Йоав позволяват на посетителите да разгледат малки винарни и древни и модерни преси за масло. Музеят Дагон в Хайфа показва историята на отглеждането на зърно от древни времена до наши дни. Бинямина, известен със своите цитрусови горички, и кибуцът Ейн Геди близо до Мъртво море, който демонстрира пустинни земеделски техники, също са ключови места за агротуризъм.
За да надникнат в развитието на модерното земеделие, туристите могат да посетят музея на фермата Дъбровин и Музея на пионерското селище в кибуца Йифат. Тези обекти изобразяват създаването на селскостопанската инфраструктура на Израел в края на 19-ти и началото на 20-ти век.

### Пакистан
Пакистан е селскостопанска страна и селското стопанство е жизненоважен сектор от икономиката на Пакистан. Около 65% от хората живеят в селските райони и пряко или косвено са свързани с професията на селското стопанство. Селското стопанство в Пакистан представлява 21% от общия БВП на икономиката. Пакистан има природни ресурси за селско стопанство, като плодородна земя, четири сезона и естествен поток от водни канали от север на юг, включително язовири, баражи, главни съоръжения, канали и разпределителни канали.

### Обединени арабски емирства
ОАЕ разкриха пионерски план през 2023 г., насочен към обновяване на селскостопанската индустрия, отваряйки набор от възможности за фермерите да диверсифицират своите потоци от доходи, за да насърчават агротуризма. „Програмата за агротуризъм на ОАЕ“ позволява на хората да изпитат конвенционални и модерни селскостопански практики във ферми за животни и култури, като същевременно се стреми да увеличи търсенето на местно отглеждана продукция. Нов център за агротуризъм също се очаква да създаде хиляди нови работни места.

### САЩ
Чрез Центъра за малки ферми в Калифорнийския университет, „Селскостопанският туризъм или агротуризмът е една алтернатива за подобряване на доходите и потенциалната икономическа жизнеспособност на малките ферми и селските общности. Някои форми на агротуристически предприятия са добре развити в Калифорния, включително панаири и фестивали. Други възможности все още предлагат потенциал за развитие". Центърът за малки ферми на UC е разработил база данни за агротуризъм в Калифорния, която „предоставя на посетителите и потенциалните предприемачи информация за съществуващи места за агротуризъм в целия щат“. Пример за агротуризъм в САЩ могат да бъдат фермите Танака.

### Великобритания
Според статия от 2011 г. в списанието Tourism Planning and Development, агротуризмът е станал икономически важен за селскостопанския сектор в Северозападна Англия, тъй като фермерите се стремят да диверсифицират своите потоци от доходи.